# Тодор Пармаков
Тодор Павлов Пармаков, известен като Тодор Хайдутина, е български национал-революционер.

## Революционна дейност
Роден е през 1834 година в село Горно Драглище, Рaзложко, от родителите Павел и Пелагия Пармакови. Става хайдутин в дружината на Ильо войвода, а по-късно става самостоятелен войвода в Разлога. В 1876 година е работник на железопътната линия при гара Бельово. При избухването на Априлското въстание влиза в Хвърковатата чета на Георги Бенковски. След разгрома на въстанието се укрива в Разлога, но е арестуван от властите и затворен в Неврокоп, а по-късно в Пловдив. Осъден е на смърт, но е амнистиран.
След Руско-турската война участва в Кресненско-Разложкото въстание като войвода на чета от над 200 души, съставена от хора от Неврокопско и действаща в родния им край.
Почива в Сапарева баня на 80-годишна възраст на 7 октомври 1913 година.